# Трояновка (Минская область)
Трояновка — деревня в Борисовском районе Минской области Белоруссии. Входит в Моисеевщинский сельсовет.

## История
До 1924 года деревня входила в состав Холопеничской волости Борисовского уезда.
До 2013 года деревня входила в состав Трояновского сельсовета.

## Предприятия
- Аграрно-животноводческий комплекс ОАО «БАТЭ»